# Radiicephalus elongatus
Radiicephalus elongatus una especie de pez del género Radiicephalus.

## Descripción
Es un pez que cuenta con 152-160 radios blandos dorsales, 6-7 radios blandos anales, 114-121 vértebras, 4-6 radios branquiostegales, ausencia de espinas dorsales y anales. Presenta un cuerpo alargado, es de color plateado (la parte del cuerpo y la cola), la parte de la base dorsal es oscura (generalmente negra). Ausencia de aletas pélvicas en los ejemplares adultos. Cuenta con un tamaño de 76,0 cm de longitud (29,92 pulgadas). Cuando se asusta o alarma, puede expulsar una especie de líquido marrón oscuro.

## Distribución
Se distribuye por la parte del Atlántico oriental, en Marruecos y el archipiélago de Azores. También ha sido reportado en cabo Point, Sudáfrica. En el Pacífico oriental, en la región de la corriente de California. Especie marina pelágica y oceánica cuyo rango de profundidad es 570 m donde se alimenta de otros peces y crustáceos eufáusidos.